# Lobophytum verum
Lobophytum verum is een zachte koraalsoort uit de familie Alcyoniidae. De koraalsoort komt uit het geslacht Lobophytum. Lobophytum verum werd in 1970 voor het eerst wetenschappelijk beschreven door Tixier-Durivault. 